# Richárd Rapport
Richárd Rapport (Szombathely, 25 de março de 1996) é um enxadrista Grande Mestre (GM) húngaro, atualmente representando a Romênia. Um prodígio do xadrez, ele conquistou o título de grande mestre aos 13 anos, 11 meses e seis dias, tornando-se o mais jovem grande mestre da Hungria. Ele foi o Campeão Húngaro de Xadrez em 2017 e, em maio de 2022, era o quinto jogador mais bem classificado do mundo.

## Primeiros anos
Rapport nasceu em Szombathely, Hungria, filho de Tamás Rapport e Erzsébet Mórocz, ambos economistas. Ele aprendeu xadrez aos quatro anos com seu pai.

## Títulos
Em 2006, ele venceu o Campeonato Europeu Sub-10. Rapport conquistou o título de Mestre Nacional (MN) em 2008 e tornou-se Mestre Internacional (MI) no ano seguinte. Em março de 2010, no Gotth'Art Kupa em Szentgotthárd, ele cumpriu a norma final e os requisitos de rating para o título de Grande Mestre. Ele ficou em segundo lugar no torneio, atrás de seu treinador Alexander Beliavsky e empatou com Lajos Portisch (um dos jogadores não soviéticos mais fortes da segunda metade do século 20). Assim, aos 13 anos, 11 meses e 6 dias, ele se tornou o mais jovem Grande Mestre húngaro de todos os tempos (o recorde anterior era detido pelo ex-desafiante ao título mundial Péter Lékó), e o quinto Grande Mestre de xadrez mais jovem da história na época.

## Carreira no xadrez

### 2013
Em maio, Rapport empatou em primeiro lugar no Torneio de Xadrez Sigeman & Co, juntamente com Nigel Short e Nils Grandelius, vencendo nos desempates (resultado direto). Ele marcou 4½/7 (+3−1=3).
Em dezembro, Rapport venceu o Campeonato Europeu de Xadrez Rápido e terminou em quarto lugar no Campeonato Europeu de Xadrez Blitz.

### 2016
De 20 a 23 de dezembro, Rapport venceu uma partida contra o jogador chinês de 17 anos, Wei Yi, realizada em Yancheng, China. Na época, Rapport era o jogador júnior (menor de 21 anos) com a classificação mais alta, com 2717, e Wei Yi era o segundo com 2707. Eles empataram uma partida de quatro jogos clássicos com uma vitória cada e dois empates, em seguida, empataram uma partida de desempate com dois jogos blitz, vencendo um cada. O desempate final da partida foi uma partida de xadrez rápido chamada de Armagedom, que Rapport venceu com as peças pretas por desistência.

### 2017
No torneio Tata Steel de janeiro de 2017, ele jogou sua primeira partida contra Magnus Carlsen e venceu com as peças brancas em 33 movimentos.
Ele conquistou o Campeonato Húngaro de Xadrez em maio de 2017.
Ele também venceu o torneio que foi coberto pelo Grande Mestre Simon Williams em seu programa chamado Checkmate, terminando à frente do principal favorito Arkadij Naiditsch e do desafiante ao Campeonato Mundial Nigel Short.

### 2019
Rapport venceu contra Sam Shankland em sua partida, que fez parte do torneio EUA vs. O Mundo.

### 2020
Rapport venceu o 11º Torneio Danzhou. Ele foi o único jogador a permanecer invicto e terminou com meio ponto de vantagem sobre o GM Ding Liren.

### 2022
Rapport venceu a segunda etapa do FIDE Grand Prix 2022 em Belgrado, Sérvia.
Essa performance, junto com sua chegada às semifinais na primeira etapa, foi suficiente para garantir uma das duas primeiras posições no Grand Prix e se classificar para o Torneio de Candidatos de 2022, onde ele terminou em último lugar com uma pontuação de 5½/14.
Em maio de 2022, Rapport anunciou sua intenção de trocar de federação e representar a Romênia, como parte de um acordo de patrocínio com a Superbet Romênia, de propriedade sérvia. Foi oficialmente anunciado que ele mudaria de federação em setembro de 2022.

### 2023
Rapport foi um dos participantes do Tata Steel Chess Tournament 2023, no qual teve um início difícil ao perder para o prodígio do xadrez Nodirbek Abdusattorov e mais tarde para o Campeão Mundial Magnus Carlsen, mas voltou ao vencer o grande mestre indiano Arjun Erigaisi e, posteriormente, na rodada 12, obteve uma vitória contra o Grande Mestre Chinês, número 2 do mundo, Ding Liren. Rapport terminou o torneio em 8º lugar entre 14 participantes, com uma pontuação de 6½/13.
Rapport também desempenhou o papel de Ding durante o Campeonato Mundial de Xadrez de 2023, no qual Ding venceu Ian Nepomniachtchi.

## Vida pessoal
Ele mora em Belgrado, Sérvia, desde os 18 anos, onde sua esposa Jovana Vojinović, uma Grande Mestre, é natural. Eles se casaram em 2016.